# Mastoïdcel

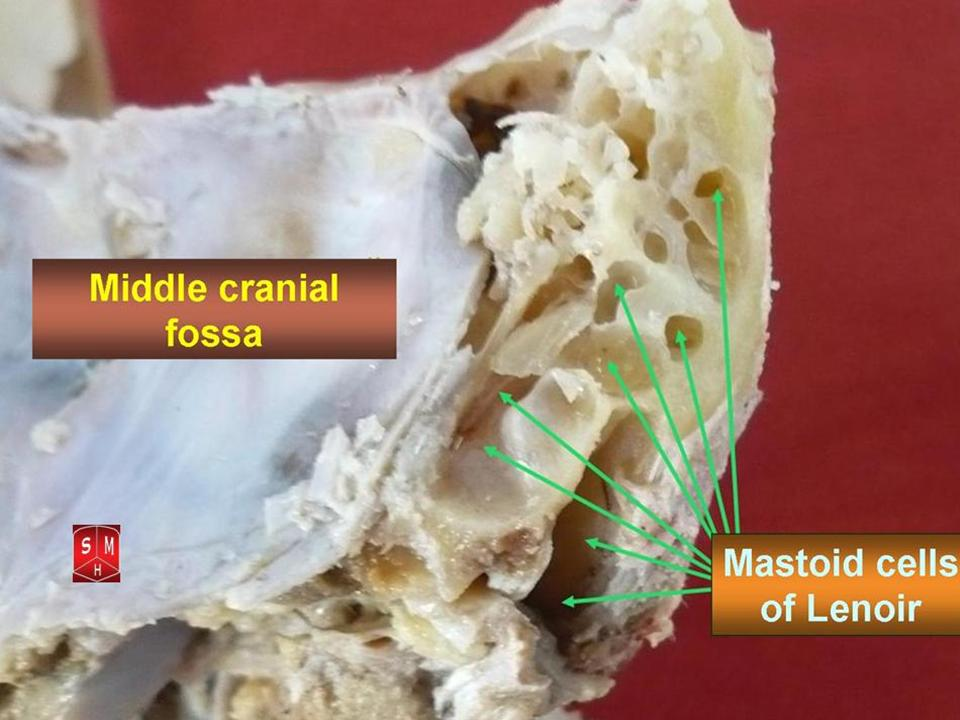
Mastoïdcellen

De mastoïdcellen (ook wel luchtcellen van Lenoir of mastoïdcellen van Lenoir genoemd) zijn met lucht gevulde holtes in het processus mastoideus (tepelvormig uitsteeksel van het slaapbeen) van de schedel. De mastoïdcellen zijn een vorm van skeletpneumatiek, de aanwezigheid van luchtruimten in botten. Een infectie in deze cellen wordt mastoïditis genoemd.
De term cellen verwijst hier naar afgesloten ruimtes, niet naar cellen als levende, biologische eenheden.

## Beschrijving
De mastoïdcellen zijn verspreid over het hele mastoïd.
Hun aantal en grootte variëren. In het bovenste en voorste deel van het uitsteeksel zijn ze groot, onregelmatig en gevuld met lucht. In het onderste deel neemt hun grootte af. Aan de top van het uitsteeksel zijn ze vrij klein en gevuld met beenmerg. Soms zijn ze volledig afwezig en is het uitsteeksel compact.

## Embryologie
Bij de geboorte vertoont het mastoïd nog geen pneumatisatie, maar dit vindt plaats vóór de leeftijd van zes jaar..

## Functie
Men denkt dat mastoïdcellen het slaapbeen en het binnen- en middenoor beschermen tegen trauma door luchtdruk..

## Klinische betekenis
Middenoorontstekingen kunnen zich gemakkelijk verspreiden naar het mastoïd via de aditus ad antrum (kort benig kanaal tussen middenoor en antrum mastoideum)  en het antrum mastoideum (de grootste van de cellen van de processus mastoideus, die communiceert met het cavum tympani (de luchthoudende middenoorholte)), wat mastoïditis veroorzaakt.